# OSCAR 24
OSCAR 24 (auch Arsene-OSCAR 24 von französisch Ariane Radio amateur Satellite pour l'ENseignement de l'Espace) ist ein französischer Amateurfunksatellit für Packet Radio. Er wurde von einer Gruppe Funkamateuren (Radio Amateur Club de l’Espace (RACE)) der französischen Weltraumagentur CNES gebaut und betrieben. Zum Zeitpunkt seines Starts war AO-24 der größte bisher gestartete Amateurfunksatellit.

## Aufbau
Der Satellit besteht aus einem sechsflächigen Zylinder (785 mm Durchmesser) mit einer Höhe von 615 mm, auf deren Oberseite ein sechsseitiger Pyramidenstumpf mit einer Höhe von 150 mm angebracht ist. Dieser Pyramidenstumpf trägt die Antennen (1 × Monopol für VHF, 3 × Monopol für UHF, 3 × Dipol für SHF). An den sechs Flächen des Korpus sind GaAs-Solarmodule montiert. Der Satellit verfügte über Spinstabilisierung und einen Apogee Kick Motor. Die Masse des Satelliten betrug beim Start 154 kg, davon waren 74 kg Treibstoff. Der Satellit hatte einen Digipeater mit drei Uplinks im 70-Zentimeter-Band und einem Downlink im 2-Meter-Band. Da der Downlink nicht funktionierte, wurde OSCAR 24 für SSB- und CW-Verbindungen mit Downlink im 13-Zentimeter-Band verwendet. Die geplante Lebensdauer sollte zwischen drei und fünf Jahren liegen.

## Mission
Der Satellit wurde am 12. Mai 1993 als Sekundärnutzlast zusammen mit dem Fernsehsatelliten Astra 1C mit einer Ariane 4 vom  Centre Spatial Guyanais in Kourou gestartet und erreichte einen elliptischen Orbit. Nach dem erfolgreichen Start erhielt der vorher als Arsene bekannte Satellit die OSCAR-Nummer 24 zugewiesen. Am 17. Mai 1993 wurde der Raketenmotor gezündet und Arsene in eine hohe elliptische Umlaufbahn gebracht. Wegen der Probleme mit dem 2-m-Downlink wurde der Mode B Digipeater nie in Betrieb genommen.
Bereits im September 1993 fiel der Satellit vollständig aus.

## Frequenzen
- Mode S Lineartransponder
- Uplink (MHz): 435,050 - 435,150
- Downlink (MHz): 2.446,470 - 2.446,540
- Mode B Digipeater 1200bps FM AFSK
- Uplink (MHz): 435,0625/,0875/,1125
- Downlink (MHz): 145,975